# Joosje Burg
Joosje Burg (Veghel, 29 de julio de 1997) es una jugadora neerlandesa de hockey sobre césped.

## Trayectoria
Burg participó en los Juegos Olímpicos de París 2024. En la final del torneo derrotó a China en la final y obtuvo la medalla de oro.